# Samuel Richardson
Samuel Richardson (ur. 19 sierpnia 1689 – zm. 4 lipca 1761 w Londynie) – pisarz angielski, prekursor powieści, zwłaszcza jej podgatunku – powieści epistolarnej. Pierwszym jego znanym utworem, prekursorskim w literaturze europejskiej, była Pamela, or Virtue Rewarded (Pamela, czyli cnota nagrodzona) z 1740 roku. Powieść została potępiona przez Kościół i umieszczona w indeksie ksiag zakazanych
Bohaterka, służąca Pamela, staje się obiektem zakusów młodego panicza. Udaje jej się jednak obronić i zmusić mężczyznę do oświadczyn. Inny brytyjski pisarz epoki Henry Fielding mocno skrytykował klasztorną i wąską moralność prezentowaną w książce Richardsona. Fielding napisał w odpowiedzi książkę o tytule: Shamela (ang. shame – wstyd). Richardson był jednak wysoce ceniony w czasach metodystycznej i purytańskiej odnowy religijnej w połowie XVIII wieku.
Dwie inne powieści epistolarne Richardsona to Clarissa, or, the History of a Young Lady (Historia Clarissy Harlowe) z 1748 r. i The History of Sir Charles Grandison z roku 1753.